# Stedelijk Museum Kampen

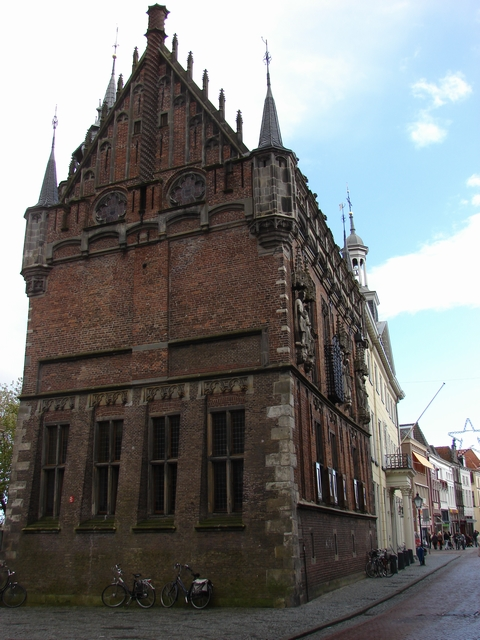
Stedelijk Museum Kampen

Het Stedelijk Museum Kampen is een museum dat gevestigd is in het Oude Raadhuis van Kampen. Per jaar ontvangt het museum ongeveer 23000 bezoekers. Sinds een brand het Oude Raadhuis in 1543 nagenoeg verwoestte, kenmerkt het gebouw zich door een combinatie van twee architectonische stijlen: de Nederrijnse gotiek en de Renaissance.

## Vaste collectie
De vaste collectie van het Stedelijk Museum Kampen heeft vier hoofdonderwerpen: Water, Religie, Rechtspraak en het Huis van Oranje.
Een zaal in het museum laat zien hoe Kampen rijk is geworden door het water, maar ook hoe water zorgde voor bedreiging. Het oude Hanzeverbond, de opgang en de neergang van de Hanzestad, de stijging van de zeespiegel in onze tijd; Kampen leeft met het water. De themazalen over religie geven informatie over de aanwezigheid van geloof in Kampen. De oude Schepenzaal uit 1545 is te bezichtigen en in de themazaal over bestuur en recht is te zien hoe rechtspraak in de Middeleeuwen geschiedde. Ten slotte behoren tot de vaste collectie, geschilderde portretten van alle stadhouders en koningen uit het Huis van Oranje. Kenmerk van deze collectie is dat de Oranjes van top tot teen geschilderd zijn.
Naast de vaste collectie zijn er vijf tot zes wisselexposities per jaar, over hedendaagse kunst.

## Gebouw
Het Stedelijk Museum Kampen is sinds maart 2009 gehuisvest in het voormalige stadhuis van Kampen.
Het oude Raadhuis dateert oorspronkelijk uit ca. 1350. Na een restauratie volgend op een brand in 1543 ontstaat een gebouw met een combinatie van de Nederrijnse gotiek, gemengd met de horizontale lijnen van de Renaissance. Het oude raadhuis huist de Schepenzaal, die sinds de voltooiing in 1545 de eeuwen nagenoeg onveranderd heeft doorstaan. De Schepenzaal fungeerde als bestuurscentrum en rechtbank tot 1795.
Het nieuwe raadhuis is ontstaan door het vergroeien van twee achter elkaar gelegen bouwmassa's, die door een ingrijpende verbouwing van het exterieur in 1830-1831 uiterlijk tot een eenheid werden. De indeling van begane grond en eerste verdieping vond plaats door een verbouwing uit 1888. Ten slotte kreeg het gebouw een tweede verdieping in 1954.

## Organisatie
Het Stedelijk Museum Kampen beschikt over een tweetal locaties. Naast het pand van het voormalige stadhuis, wordt de voormalige synagoge gebruikt voor tijdelijke tentoonstellingen en voor een vaste presentatie over de geschiedenis van de Joodse gemeenschap in Kampen. De middeleeuwse Koornmarktspoort, die tot 2018 de derde locatie van het museum was, heeft niet langer een museale functie.
Er werkt een handvol professionals, daarnaast werken er ongeveer honderd vrijwilligers.